# Río Grande (río de Coclé)
El río Grande es un río de Panamá, que recorre gran parte de la provincia de Coclé, específicamente los distritos de Penonomé, Natá, Olá y La Pintada. Tiene una longitud de 94 km y su cuenca hidrográfica abarca 2384,73 km².
Dentro de su cuenca existen numerosos afluentes como el Potrero, Pintada Vieja, Grande, El Chorro, Olá, Cañazuela, Pocrí, Perecabe, Marica, Chico, Zaratí, Chorrera, Honda y Copé.